# Charles de Haldat du Lys
Charles Nicolas Alexandre de Haldat du Lys, né le 15 décembre 1769 à Bourmont (Champagne) et mort le 26 novembre 1852 à Nancy, est un médecin et physicien français.

## Biographie

### Enfance et formation
Charles de Haldat du Lys est le fils de Nicolas François Alexandre de Haldat du Lys, avocat au parlement de Nancy sous l'Ancien Régime, et de Jeanne Agnès de Roussel. 

#### Lien avec Jeanne d'Arc
La famille de Haldat est liée à celle de Jeanne d'Arc via le mariage de Catherine d'Arc, nièce de celle-ci avec Georges de Haldat. C'est pourquoi Charles de Haldat ajoute en 1816 « du Lys » à son nom de famille (autre nom de la famille d'Arc) et publie en 1818 des traités sur l'authenticité de la maison de Jeanne à l'occasion de son achat et de sa restauration par le Conseil général des Vosges.
Cette sensibilité historique le conduit à participer en 1819 à la défense de l'église des Cordeliers et de la chapelle ducale de Nancy dans le cadre de la commission départementale des antiquités.

#### Etudes
Il commence ses études au collège des Jésuites de Toul puis à la faculté de droit de Nancy où il obtient le grade de bachelier en 1789 et sa licence en 1790. 
Attiré par les sciences physiques, il hésite à émigrer au début de la Révolution, mais sur le conseil de son père, il devient chirurgien des armées. 

### Carrière scientifique

#### Enseignant en médecine
La formation acquise sur le tas lui permet de fonder une école libre de médecine à Nancy avec Jean-Baptiste Simonin après le traité de Campo-Formio (1797). Il y enseigne l'anatomie, la physiologie, la chirurgie, la chimie et la matière médicale.
Il soutient une thèse de physiologie sur l'effort devant la faculté de Strasbourg en 1803 afin d'obtenir le grade de docteur en médecine. L'école libre devient une école secondaire de médecine en 1822. Il en est le directeur de 1822 à 1843, et aussi nommé inspecteur d'Académie de 1824 à 1831.

#### Chercheur en physique
À partir de 1797, il occupe la chaire de physique de l’École centrale de Nancy à la suite de Quirin Deshayes. Il crée un appareil servant à vérifier la pression d'un liquide, l'appareil dit « de Haldat ». En 1802, il publie un ouvrage sur les propriétés chimiques de l'encre. Il s'intéresse également au magnétisme comme en témoignent ses publications Exposition de la doctrine magnétique, publiée à Nancy en 1852 et Note sur le fantôme magnétique.

### Membre de sociétés savantes
Il contribue également au rétablissement de la Société libre des sciences, lettres et arts de Nancy, dont il devient le secrétaire perpétuel, avec Coster et Mollevault. D'autres distinctions l'attendent : secrétaire de la Société académique de Nancy, président de la Société de médecine de Nancy (1843), associé correspondant des sociétés savantes de Douai, Dijon, Montpellier et Strasbourg. Il est élu adjoint correspondant de l'Académie de médecine pour la division de médecine le 5 avril 1825, et membre correspondant (section de physique générale) de l'Académie des sciences en 1842.

### Mort et hommage
Décédé en 1852 à Nancy, la Ville lui rend hommage en 1867 en donnant son nom à un passage jouxtant la faculté de droit de Nancy, ouvert en 1857 et agrandi en 2000, le « passage de Haldat ».